# Die Kunde von den Bäumen
Die Kunde von den Bäumen ist eine Erzählung von Wolfgang Hilbig, die 1991 entstand und 1992 in Berlin erschien.
Um das Jahr 1981 in der DDR: Der Ich-Erzähler – das ist der Arbeiterschriftsteller Waller – muss es zugeben: Irgendwann nach dem Mauerbau begann er seine Arbeitskollegen zu hassen. So hatte er ihnen den Rücken gekehrt und vor den Toren der Stadt die Nähe der Müllmänner gesucht.

## Hintergrund
Das Dörfchen W. – Wolfgang Hilbig meint Wuitz – wurde im Jahr 1955 abgebaggert.

## Inhalt
Waller wohnt zusammen mit Mutter und Großmutter in beengten Verhältnissen. Er brütet seit Jahren einen Text aus, der das Schicksal der Bäume an der Straße von seinem Heimatort nach dem Dörfchen W. thematisiert. Waller kommt über einen einzigen Satz nicht hinaus: „Die Bäume der Kirschallee sind verschwunden.“ Als Thema des Projektes nennt Waller „die landesinnere Stagnation“, verwirft seine „verworrenen Reflexionen“ immer einmal und denkt zurück an den 13. August 1961. Als Reaktion auf den Mauerbau schaltet der Schichtarbeiter Waller „eines Nachmittags die Maschine aus“ und verlässt den Betrieb. In „dieser Kloake“ möchte er nicht weiterleben. Also geht er in seine Kirschallee und will sich an einem der alten Bäume erhängen. Waller verliert den Kampf gegen die Feigheit und löst an dem stämmigen Querast die Schlinge vom Hals.
Wie war das nach dem Suizidversuch weitergegangen? Notgedrungen musste Waller in der DDR eingemauert bleiben. Nach 1961 wurde das Tagebauloch an der Stelle des ehemaligen Dörfchens W. mit Müll und Asche verfüllt. Eines Tages musste Waller bestürzt konstatieren, die Allee nach W. hatte ihre Schuldigkeit getan und die Kirschbäume waren gefällt worden. Er schreibt also oben genannten ersten Satz und kann sich mit dem Verschwinden der Bäume nicht abfinden. Er sucht „noch immer nach ihnen“. Den zweiten Satz seines aktuellen Projektes kriegt Waller nicht fertig. Warum? Vielleicht, weil er nie in dem Dörfchen W. gewesen war, als es noch stand? Vielleicht, weil er zu lange über Zurückliegendes grübelte? Alles falsch. Waller kommt nicht weiter, weil der erste Satz nicht stimmt. Hier stutzt der Leser und blättert zurück: „Die Bäume der Kirschallee sind verschwunden“ kann ja nicht stimmen. Denn jeder Schreiber, der über alte Bäume schreibt, sieht diese vor seinem geistigen Auge, selbst wenn sie des Braunkohleabbaus wegen längst abgeholzt sind. Solche Begründung ist von Wolfgang Hilbig nicht zu haben. Ein anderer Grund für die jahrelange Schreibblockade – „Lähmung“ genannt – wird vorgeschoben. Das hasserfüllte „sprachlose Toben“ des Autors!
Als das Toben der Melancholie gewichen ist, kann Waller endlich den nächsten Satz hinschreiben: „Die Scham ist vorüber!“ Die Idee vom geistigen Auge war so verkehrt nicht. Denn Waller wartet fortan darauf, dass ihm „die Geister der Kirschbäume wieder erscheinen“. Vergeblich – der Leser wird ohne Trost entlassen.

## Losungen
- An der Wand von Wallers Berufsschule hängen Sprüche[6]:
  - „Wir eifern unseren Besten nach!“
  - „Für herausragende Leistungen zur Stärkung unserer sozialistischen Heimat!“

## Form
Alles in der Kunde von den Bäumen ist unsicher. Hat nun Waller 1981 mit seinem Projekt begonnen? Oder war es viel früher? Der offen bleibenden Fragen sind viele.
Der Ich-Erzähler Waller schreibt, alternierend mit einem anonymen zweiten Erzähler, über sich selbst: „die Hauptfigur dieser Geschichte war ich, Waller“. Meist zeigen Sprünge vom Ich zum Er den Erzählerwechsel an oder der ominöse Erzähler hilft dem Leser mit solchen Floskeln wie „sagte Waller“ oder „fragte sich Waller“ weiter.
Zumeist spielt sich die „Handlung“ auf der Müllkippe nahe bei dem ehemaligen Dörfchen W. ab – eine staubige Angelegenheit. Die Goldruten wachsen dort besser als im Garten. Die wortkargen Müllarbeiter dulden Waller. Es kommt jedoch zu keinem Dialog. Im Gegensatz zu Wallers ehemaligen Arbeitskollegen können die Müllarbeiter nicht vergessen, denn Umgang mit dem Gewesenen ist ihr Beruf. Mit einer Mischung aus Verachtung und Hass schaut Waller herab auf seine ehemaligen Arbeitskollegen, die mit den DDR-Verhältnissen nach 1961 „ihren Frieden gemacht“ haben. Schreiben kann er in der Umgebung der alten Kollegen nicht. Ehe er überhaupt einen Satz zu Papier bringen konnte, musste er zu den Müllarbeitern fliehen. Was schreibt Waller? „...die Geschichten des Abfalls von diesem Volk!“ Gemeint sind die Eingemauerten.
Es erscheint stellenweise fast so, als schreibe Waller sich seinen Hass auf die Inhaber der Staatsmacht in der DDR von der Seele. Als er zum Beispiel um 1981 an jenen Sommer 1961 zurückdenkt und nicht mehr weiß, ob es ein heißer oder regnerischer gewesen war, erfindet er Schuldige für seine Gedächtnislücke: „… man ist in diesem Land [gemeint ist die DDR] so roh mit der Geschichte umgegangen, daß von der Wirklichkeit nicht mehr die simpelsten Dinge übrig sind...“.
Manchmal wird der Leser das Gefühl nicht los, Wolfgang Hilbig zitiert nicht nur Plakate, sondern schreibt selbst plakativ. Auf der Müllhalde lägen Kaderakten, behauptet er – anno 1981 noch ein klein wenig übertreibend.

## Rezeption
- 1994 in der Zeit: Der „ostmoderne“ Wolfgang Hilbig, gesehen von vielen Seiten. Gesang von Asche und Müdigkeit[12]. Der anonyme Rezensent verreißt den Text als „unerträglich gefühlig, zeitlos“ und resümiert: „Hilbig lesen heißt, sich einem Dämmerzustand anvertrauen. Es ist ein Vorbereitungskurs zur Einäscherung der Welt.“
- Bordaux geht auf das Bild der Arbeiter ein – einerseits eine gleichgültige Masse (Wallers ehemalige Kollegen) und andererseits Menschen mit Würde und revolutionärem Potential (die Müllarbeiter).[13] Bordaux schreibt: „Die klassischen Symbole und Elemente  der deutschen romantischen Idylle... werden ausgehöhlt, zerstört...“[14]. In der DDR, so Bordaux, habe der Mensch seine Subjektivität nicht ausleben können.[15]
- Loescher erwägt die Tauglichkeit der Kirschbäume als Warburgsche Symbole[16] und nennt Waller einen Hellsichtigen, der blind und taub auf der Müllhalde lebe[17].
- Wolfgang Hilbig wiederhole sich – hier mit seiner „Logik von Ekel und Abwehr“[18].

### Textausgaben
- Wolfgang Hilbig: Die Kunde von den Bäumen. Mit sechs farbige Lithographien von Olaf Nicolai[19]. Sisyphos-Presse im Verlag Faber & Faber, Berlin 1992. 60 Seiten (Erstausgabe).
- Wolfgang Hilbig: Die Kunde von den Bäumen. Mit einer Nachbemerkung des Autors aus dem Jahr 1994. Fischer Taschenbuch Verlag, Frankfurt am Main 1994, ISBN 3-596-13169-3. 119 Seiten.
- Wolfgang Hilbig: Die Kunde von den Bäumen. S. 203–281 in Jörg Bong (Hrsg.), Jürgen Hosemann (Hrsg.), Oliver Vogel (Hrsg.): Wolfgang Hilbig. Werke. Band Erzählungen: Die Weiber. Alte Abdeckerei. Die Kunde von den Bäumen. Mit einem Nachwort von Ingo Schulze. S. Fischer, Frankfurt am Main 2010, ISBN 978-3-10-033843-3.[A 1]

### Sekundärliteratur
- Sylvie Marie Bordaux: Literatur als Subversion. Eine Untersuchung des Prosawerkes von Wolfgang Hilbig. Cuvillier, Göttingen 2000 (Diss. Berlin 2000), ISBN 3-89712-859-4
- Jens Loescher: Mythos, Macht und Kellersprache. Wolfgang Hilbigs Prosa im Spiegel der Nachwende. Editions Rodopi B.V., Amsterdam 2003 (Diss. Berlin 2002), ISBN 90-420-0864-4
- Birgit Dahlke: Wolfgang Hilbig. Meteore Bd. 8. Wehrhahn Verlag, Hannover 2011, ISBN 978-3-86525-238-8

## Anmerkung
1. ↑  Verwendete Ausgabe.